# Brzezia Łąka
Brzezia Łąka (deutsch Kunersdorf) ist ein Dorf in der Landgemeinde Długołęka im Powiat Wrocławski der Woiwodschaft Niederschlesien in Polen.

## Geschichte
Die Kunersdorfer Pfarrkirche wurde 1330 von Konrad von Losau, Abt des Augustinerstifts Maria auf dem Sande, gestiftet. Nach dem Ersten Schlesischen Krieg fiel Kunersdorf mit dem größten Teil Schlesiens 1741/42 an Preußen. Grundherr war bis zur Säkularisation war weiterhin das Breslauer Sandstift und später der Herzog von Herzogtum Braunschweig-Lüneburg-Oels.
1845 bestand Kunersdorf aus zwei Vorwerken, 92 Häusern, 797 Einwohnern (28 evangelisch), einer katholischen Pfarrkirche unter königlichem und fürstbischöflichen Patronat, ein Pfarrwidum, eine katholische Schule mit einem Lehrer und einem Hilfslehrer, eine Wassermühle, zwei Ölmühlen, ein Schankhaus, acht Leinwebstühle, neuen Handwerker und fünf Händler. Zur katholischen Pfarrei waren gepfarrt: Kunersdorf, Klein-Oels, Klein-Peterwitz, Süßewinkel, Dörndorf, Medlitz, Pischkawe, Pöhlau, Raake, Schleibitz, Groß- und Klein-Weigelsdorf. Zur Gemeinde gehörten außerdem der Dorf-Anteil Mühldorf und die Kolonie Sandhäuser. Evangelisch war Kunersdorf nach Groß-Weigelsdorf gepfarrt. Bis 1945 gehörte die Landgemeinde Kunersdorf zum Landkreis Oels.
Als Folge des Zweiten Weltkriegs fiel Kunersdorf mit fast ganz Schlesien 1945 an Polen und wurde in Brzezia Łąka umbenannt. Die deutsche Bevölkerung wurde, soweit sie nicht vorher geflohen war, weitgehend vertrieben. Die neu angesiedelten Bewohner waren teilweise Zwangsumgesiedelte aus Ostpolen, das an die Sowjetunion gefallen war.

## Sehenswürdigkeiten
- Die römisch-katholische Kirche St. Nikolaus (Kościół św. Mikołaja ) wurde 1335 erstmals erwähnt, seit 1384 ist gehört sie zum Breslauer Sandstift. Die heutige barocke Saalkirche wurde von 1672 bis 1674 errichtet, wobei die Mauern des gotischen Chores verwendet wurden. Der Hauptaltar mit dem Gemälde der Krönung Mariens und die Kanzel wurden in der ersten Hälfte des 17. Jahrhunderts geschaffen. Der Taufstein stammt aus dem Jahr 1550, der zugehörige Deckel aus der ersten Hälfte des 18. Jahrhunderts
- Die Friedhofsmauer mit einem barocken Tor mit der Statue des böhmischen Landesheiligen Johannes Nepomuk wurde 1694 errichtet.
- Das barocke Pfarrhaus stammt von 1748 und wurde im 19. Jahrhundert umgebaut.

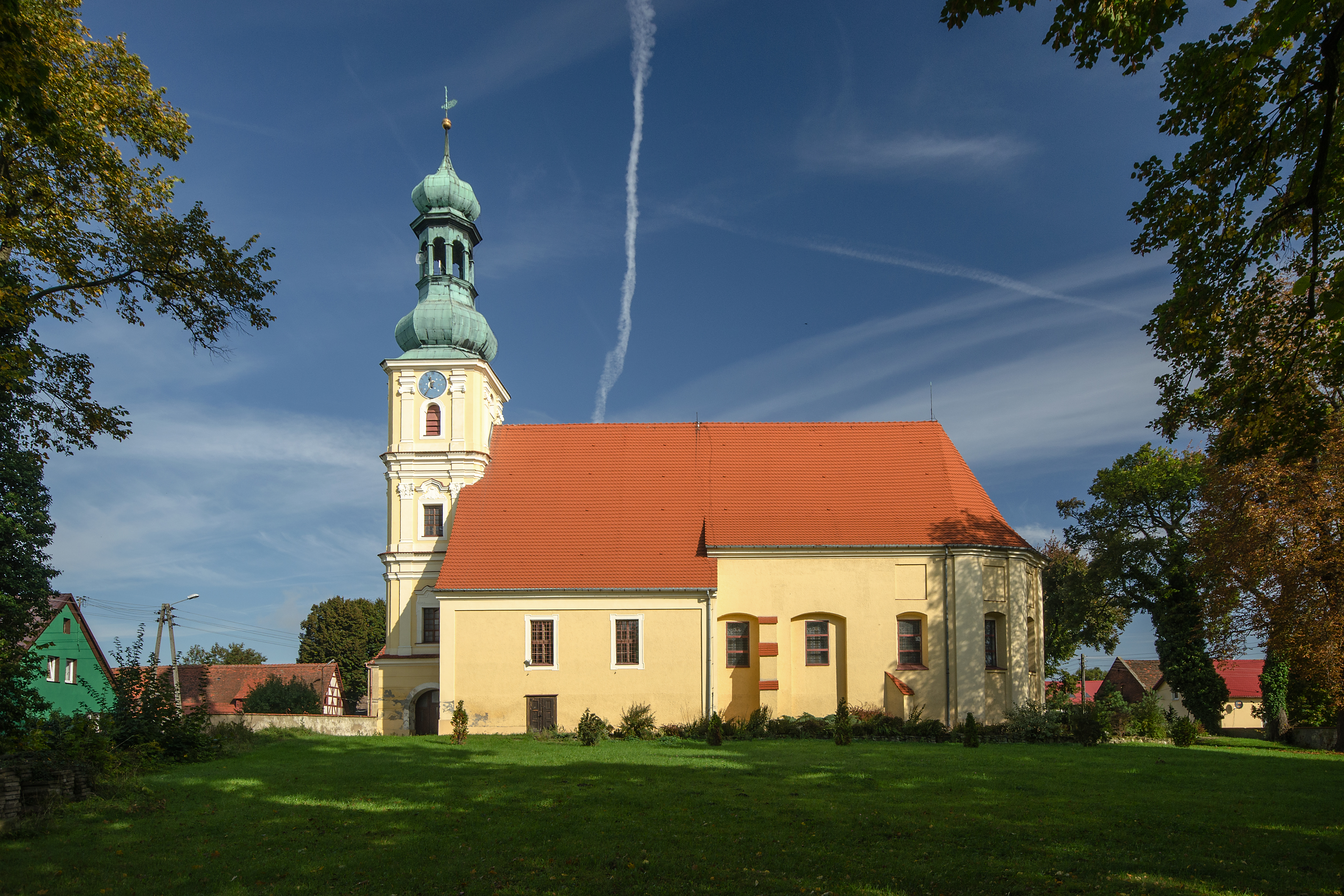
Kirche St. Nikolaus
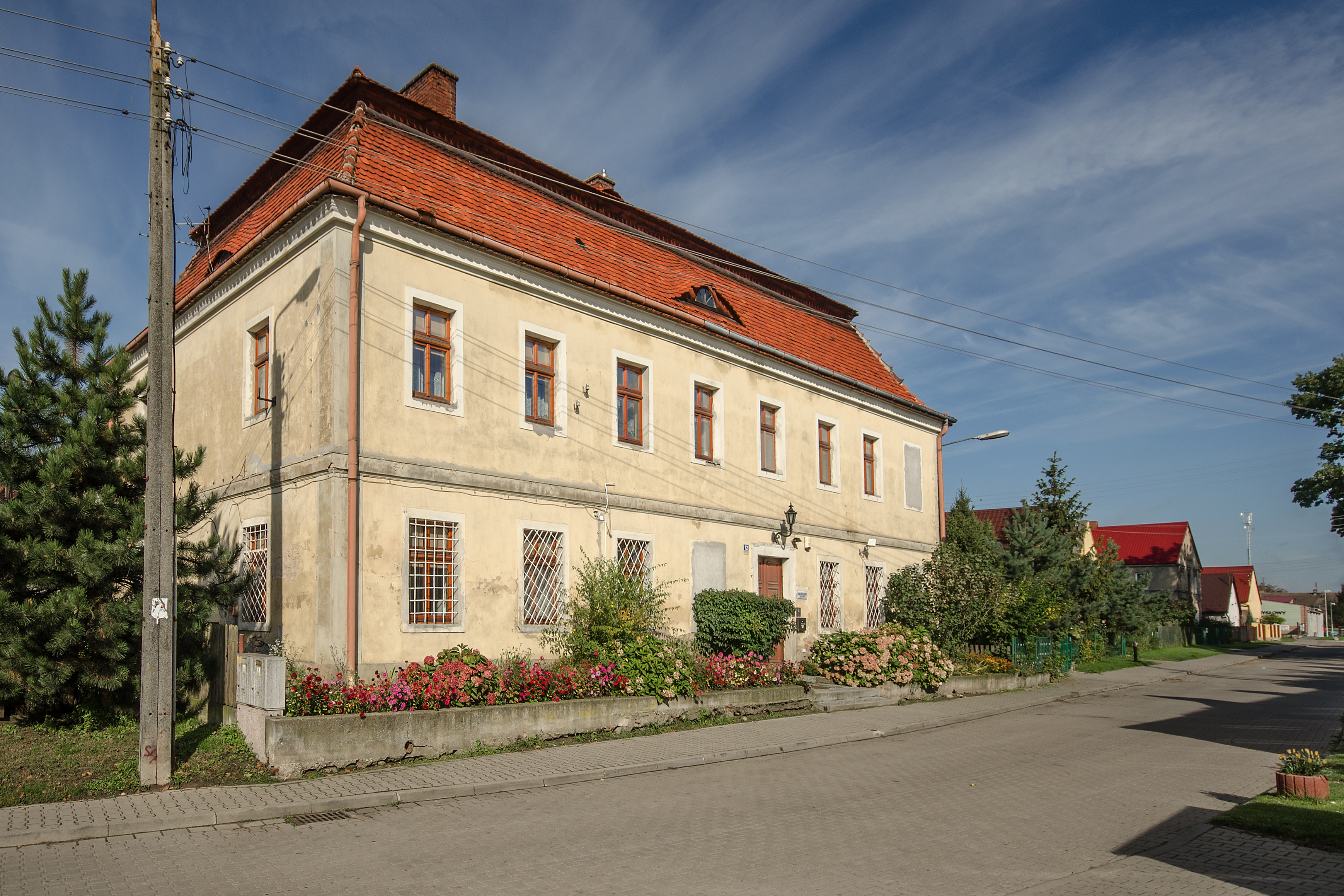
Pfarrhaus